# Финансовая отчётность
Финансовая отчётность (бухгалтерская отчётность) — информация о финансовом положении экономического субъекта на отчётную дату, финансовом результате его деятельности и движении денежных средств за отчётный период, систематизированная в соответствии с требованиями, установленными законодательством.

## Формы бухгалтерской (финансовой) отчётности
Различают следующие формы бухгалтерской (финансовой) отчётности для:
- организаций (кроме кредитных, страховых и бюджетных)(КНД 0710099);
- страховых организаций;
- кредитных организаций;
- некредитных финансовых организаций;
- негосударственных пенсионных фондов.

## Пользователи и цель составления отчётности
Основной целью финансовой отчётности является предоставление информации о финансовом состоянии, результатах деятельности и изменении финансового состояния компании. Отчётность должна содержать информацию об активах и обязательствах компании, о результатах операций, событиях и обстоятельствах, которые изменяют активы и обязательства. Эта информация нужна широкому кругу пользователей при принятии экономических решений. Следует заметить, что задачи, поставленные перед финансовой отчётностью, в различных системах бухгалтерского учёта, совпадают.
Пользователями финансовой отчётности могут выступать инвесторы, сотрудники компании, кредиторы, поставщики, покупатели, государственные органы и другие члены общества. У всех пользователей имеются различные информационные потребности.

## Принципы составления отчётности
- Принцип объективности (objectivity principle). Финансовая отчётность должна отражать реальное состояние дел в компании.
- Принцип учёта по начислению (accrual principle). Для учёта операций фиксируются не только транзакции, связанные с деньгами, но и бартер, продажи в кредит, обмен активами и др. Фиксируются все сделки, имеющие потенциальное денежное выражение, однако факт уплаты денег не обязателен.
- Принцип соответствия (matching principle). Для учёта операций компании расходы будущих периодов должны быть капитализированы и переведены в издержки по мере получения экономического эффекта. Расходы, выгода от которых уже получена, а оплата будет произведена в будущем, должны быть признаны обязательствами.
- Принцип консерватизма. Необходимо минимизировать риск включения в финансовую отчётность излишне оптимистичной информации. Она должна быть тщательно обоснована.
- Принцип разумности. Нужно избегать излишней детализации учёта[3].

## Отчётность

### Бухгалтерский баланс
Бухгалтерский баланс — одна из основных форм бухгалтерской отчётности. В соответствии с международными стандартами финансовой отчётности, баланс содержит данные об активах, обязательствах и собственном капитале. В советской, российской, украинской бухгалтерской практике — способ группировки активов и пассивов организации в денежном выражении. Бухгалтерский баланс характеризует имущественное и финансовое состояния организации в денежной оценке на отчётную дату.
Баланс состоит из трёх частей: активов, обязательств и капитала. В основном, статьи баланса по традиции следуют друг за другом в порядке ликвидности, хотя есть исключения. Основное свойство баланса состоит в том, что суммарные активы всегда равны сумме обязательств и собственного капитала. Активы показывают какие средства использует бизнес, а обязательства и собственный капитал показывают кто предоставил эти средства и в каком размере. Все ресурсы, которыми обладает предприятие, могут быть предоставлены либо собственниками (капитал), либо кредиторами (обязательства). Поэтому сумма требований кредиторов вместе с требованиями владельцев должна быть равна сумме активов. Это также обусловлено тем, что при отражении операций на счетах в балансе соблюдается принцип двойной записи.
Бухгалтерский баланс не отражает движения средств и фактов осуществления конкретных хозяйственных операций, но показывает финансовое состояние хозяйствующего субъекта в определённый момент времени.

### Отчёт о финансовых результатах
В России в соответствии с частью 1 статьи 14 Федерального закона N 402-ФЗ годовая бухгалтерская (финансовая) отчётность состоит из бухгалтерского баланса, отчёта о финансовых результатах и приложений к ним. Исходя из этого в составе годовой бухгалтерской (финансовой) отчётности за 2012 год отчёт о прибылях и убытках должен именоваться отчётом о финансовых результатах.

### Отчёт об изменениях капитала
Отчёт об изменениях капитала — отчёт, в котором раскрывается информация о движении уставного капитала, резервного капитала, добавочного капитала, а также информация об изменениях величины нераспределённой прибыли (непокрытого убытка) организации и доли собственных акций, выкупленных у акционеров.

### Отчёт о движении денежных средств
Отчёт о движении денежных средств — отчёт компании об источниках денежных средств и их использовании в данном временно́м периоде. Этот отчёт прямо или косвенно отражает денежные поступления компании с классификацией по основным источникам и её денежные выплаты с классификацией по основным направлениям использования в течение периода. Отчёт даёт общую картину производственных результатов, краткосрочной ликвидности, долгосрочной кредитоспособности и позволяет с большей лёгкостью провести финансовый анализ компании.

## Промежуточная отчётность
Промежуточная финансовая отчётность содержит набор финансовых отчётов за период более короткий, чем полный отчётный год. Промежуточная отчётность может состоять из сокращённых форм финансовых отчётов, хотя не запрещается составлять её в полном объёме.
Состав промежуточной финансовой отчётности может быть меньшего объёма, чем годовая отчётность.

## Стандарты и регулирование
Бухгалтерская отчётность регламентируется национальными и международными стандартами.
Национальные стандарты регламентируют бухгалтерскую отчётность в отдельных странах: например, в США — US GAAP, в Великобритании — UK GAAP.
В связи с глобализацией мировой экономики всё большее значение приобретают Международные стандарты финансовой отчётности (МСФО — IFRS), действующие, например, в Европейском союзе и разрабатываемые международной организацией International Accounting Standards Board (IASB).
Министерство финансов 25 ноября 2011 года утвердило приказ № 160н о введении МСФО в Российской Федерации.
Полные тексты МСФО на русском языке и учебные материалы доступны на сайте Министерства.
В Российской Федерации отчётность по Российским стандартам бухгалтерского учёта (РСБУ) регламентируется Федеральным Законом о бухгалтерском учёте и Положениями о бухгалтерском учёте (РПБУ), которые разрабатываются Минфином РФ, а также отдельными статьями налогового кодекса. В 1998 г. в России принята и исполняется программа реформирования бухгалтерского учёта в соответствии с МСФО.
Согласно РСБУ, бухгалтерская отчётность компаний (для организаций кроме кредитных, страховых и бюджетных) состоит из следующих элементов:
- бухгалтерский баланс
- отчёт о прибылях и убытках
- отчёт об изменениях капитала
- отчёт о движении денежных средств
- приложения к балансу и отчёту о прибылях и убытках (утратил силу. См. приказ Минфина России от 02.07.2010 № 66н)
- отчёт о целевом использовании полученных средств

Знания практики бухгалтерского учёта в сочетании с постоянным мониторингом меняющейся законодательной базы обеспечивают корректное составление бухгалтерской отчётности, постановку и ведение бухгалтерского учёта, что выражается в снижении издержек на содержание бухгалтерии, в защите от штрафных санкций со стороны налоговых органов, и в конечном итоге в росте эффективности бизнеса.
В составе бухгалтерской отчётности с приказом Минфина № 66н от 02.07.2010 «О формах бухгалтерской отчётности» изменились типовые формы отчётности. Приказ вступил в силу начиная с годовой бухгалтерской отчётности за 2011 год.

## Трансформации финансовой отчётности
Сейчас всё больше стран приходят к решению перейти к ведению бухгалтерского учёта, а также формирования финансовой отчётности в соответствии с международными стандартами финансовой отчётности.
Существуют два основных метода составления отчётности в соответствии с каким-либо другим видом стандартов составления финансовой отчётности:
- трансформация финансовой отчётности,
- конверсия[18].

Существуют несколько вариантов трансформации:
| Вид трансформации                                                                      | Сущность процесса |
| -------------------------------------------------------------------------------------- | --- |
| Полная трансформация                                                                   | По мере необходимости, вносятся различные корректировочные проводки, которые позволяют устранить выявленные различия между действующей системой бухгалтерского учёта и желаемой. Для корректировки определённых счетов используется информация из первичных документов. |
| Полная трансформация с учётом гиперинфляции                                            | Метод предусматривает все изменения, осуществляемые при полной трансформации, и предоставляет финансовые отчёты в местной валюте с необходимыми корректировками, которые отражают изменение покупательной способности денег.                                            |
| Полная трансформация с учётом требований по пересчёту показателей в иностранную валюту | Финансовые отчёты с учётом гиперинфляции, представленные в местной валюте пересчитываются в стабильную иностранную валюту для возможности их сопоставления с аналогичными иностранными компаниями или для консолидации с иностранной материнской компанией.             |

## Анализ финансовой отчётности
В зависимости от целей анализа финансовой отчётности применяются различные показатели:
- Абсолютные показатели используются для ознакомления с отчётностью, позволяют сделать выводы об основных источниках привлечения средств, направлениях их вложений, размерах прибыли или убытка.
- Сравнимые процентные показатели используются для выявления отклонений и изменений важнейших статей финансовой отчётности.

А также различные виды анализа:
- Анализ горизонтальных процентных изменений, характеризует изменения отдельных статей финансовой отчётности за один или несколько отчётных периодов. Например, изменение чистых продаж, валовой прибыли, производственных расходов и так далее.
- Анализ вертикальных процентных изменений, предполагающий вычисление соотношения различных статей по отношению к одной выбранной статье. Например, доля долгосрочной дебиторской задолженности в общей сумме дебиторской задолженности.
- Анализ тенденций (трендовый анализ), который характеризует изменение показателей деятельности фирмы на протяжении ряда лет.
- Сравнительный анализ, проводится с целью сопоставления отдельных показателей деятельности различных компаний одной отраслевой принадлежности и примерно одинаковых размеров.
- Сравнение со среднеотраслевыми показателями позволяет определить уровень устойчивости положения компании на рынке. Такой анализ проводится с учётом изменений состояния хозяйственной конъюнктуры, экономики страны в целом, уровня цен и так далее.
- Анализ показателей путём использования финансовых коэффициентов, расчёт которых основывается на определении соотношений между отдельными показателями отчётности.

## Аудит
В состав информации, обязательной для финансового учёта, входят отчётный баланс, отчёт о финансовых результатах деятельности предприятий, отчёт о движении денежных средств и др. Перечень публикуемой информации определяется законодательством страны, а методология определения показателей должна соответствовать установленным стандартам, в том числе международным бухгалтерским стандартам, если это предусмотрено законодательством.